# Clarence Acuña
Clarence Acuña (* 8. Februar 1975 in Rancagua) ist ein ehemaliger chilenischer Fußballspieler. Der Mittelfeldspieler war chilenischer Nationalspieler.
Er begann seine Karriere 1994 beim CD O’Higgins in der Primera División. Der Klub erreichte in diesem Jahr das Finale der Copa Chile und unterlag erst nach Elfmeterschießen gegen Colo-Colo. Von 1997 bis 2000 stand er bei Universidad de Chile unter Vertrag. Mit dem Verein wurde er 1999 und 2000 Chilenischer Meister und gewann 1998 und 2000 die Copa Chile. Im Oktober 2000 wechselte er zu Newcastle United in die englische Premier League. Die beste Platzierung, die er mit Newcastle erreichte, war Rang drei in der Saison 2002/03. 2004 spielte er für Rosario Central in Argentinien. Danach kehrte er zurück nach Chile, zuerst zu Palestino und dann zu Unión Española, mit denen er chilenischer Vize-Meister der Apertura 2009 wurde. Nach einem letzten Jahr bei Deportes La Serena beendete er 2010 seine Laufbahn.
Acuña wurde zwischen 1995 und 2004 insgesamt 61-mal in die chilenische Nationalmannschaft berufen und nahm an der Fußball-Weltmeisterschaft 1998 teil, wo Chile im Achtelfinale gegen Brasilien unterlag. Bei der Copa América 1999 erreichte er mit Chile den vierten Platz. Beim WM-Qualifikationsspiel gegen Peru im April 2000 wurde er bei Dopingkontrolle positiv auf das Stimulans Isoprenalin getestet und für vier Monate gesperrt.